# Горец: Конец игры
«Горец: Конец игры» (англ. Highlander: Endgame) — американский фантастический боевик 2000 года режиссёра Дугласа Аарниокоски с Адрианом Полом, Кристофером Ламбертом, Брюсом Пейном и Лизой Барбушиа в главных ролях. Это четвёртый театральный выпуск в серии фильмов «Горец», который является продолжением как фильма «Горец» 1986 года, так и телесериала «Горец» (включая спин-офф последнего «Горец: Ворон»). В фильме воссоединяются сюжетные линии Дункана Маклауда, главного героя сериала, и Коннора Маклауда, главного героя фильмов. В фильме Маклауды должны иметь дело с новым врагом по имени Джейкоб Келл, могущественным бессмертным, который готов нарушить любое правило, чтобы получить Приз. Это пятое и последнее появление Ламберта в роли Коннора. «Горец 4: Конец игры» был выпущен 1 сентября 2000 года. Семь лет спустя был выпущен отдельный сиквел «Горец: Источник», в котором Пол снова сыграл свою роль.

## Сюжет
1995 год. 
Коннор и Дункан вместе идут по улице. Дункан замечает, что Коннор чем-то обеспокоен, но тот отвечает что всё в порядке. После этого Коннор подходит к своему антикварному магазину, где в это время находится его приёмная дочь Рэйчел, но затем магазин взрывается на глазах у потрясённого Коннора. С места взрыва уходит неизвестный человек.
Спустя несколько месяцев Коннор, мучимый чувством вины из-за смерти Рэйчел и других близких ему людей (в том числе приёмного сына Джона, возлюбленной археолога Алекс Джонсон, которые погибли в Шотландии в октябре 1994 года, во время пожара, в доме) укрылся в «Убежище» — месте, куда приходят бессмертные, уставшие от кровопролития. Там Коннора посещают воспоминания о его прошлом: спустя некоторое время после того, как Коннора изгнали из его деревни, он и его жена Хитер подвергаются нападкам со стороны деревенских жителей, которые обвиняют Коннора в колдовстве. После этого Коннор начинает опасаться за безопасность своей матери, ведь люди, будучи неспособны навредить самому Коннору, могут отыграться на его матери. Чтобы избежать этого Коннор решает увезти мать из деревни. Однако в её доме Коннора ловят люди во главе со священником Джейкобом Келлом, который в прошлом был другом Коннора. Мать Коннора признают ведьмой и сжигают на костре. Коннору удаётся освободиться, но он не успевает спасти мать. В порыве гнева он убивает священника, который был приёмным отцом Джейкоба, а затем и самого Келла. В настоящем убежище подвергается нападению группы бессмертных. Их лидер убивает всех бессмертных в «Убежище», но судьба Коннора остается неясной.
2005 год. 
Дункана начинают посещать странные видения о Конноре. В поисках ответов он приезжает в Лондон к своему другу Митосу — старейшему из всех бессмертных. Он рассказывает Дункану об «Убежище», а также о том, что оно было уничтожено. Дункан решает разыскать Коннора и отправляется в Нью-Йорк. По пути он вспоминает, как много лет назад в Ирландии он впервые встретил свою будущую жену Кейт. Тогда Дункан и Коннор спасли её от разбойников. В Нью-Йорке Дункан заходит в сгоревший антикварный магазин Коннора. Там он встречает Кейт, которая теперь известна как Фэйт. Она ненавидит Дункана за то, что тот сделал её бессмертной без её согласия, лишив её возможности иметь детей и стариться вместе с любимым. Затем на Дункана нападают друзья Фэйт — те самые бессмертные, что уничтожили «Убежище». Дункан вступает с ними в бой и побеждает, но затем появляется их лидер. Один из бессмертных Карлос расстреливает Дункана из пистолета, и тот выпадает в окно. Затем появляется команда «Наблюдателей» и увозит Дункана. Придя в себя, Дункан обнаруживает, что «Наблюдатель» Мэттью решил использовать его как первого добровольца в новом «Убежище». Вскоре Дункана спасают Митос и их общий друг «Наблюдатель» Джо Доусон. После этого Дункан приходит на кладбище, где предположительно похоронен Коннор, но там он встречает самого Коннора. Коннор рассказывает, что прятался в «Убежище» 10 лет, но после его уничтожения Коннора почему-то отпустили. Затем появляется Фэйт и её босс, в котором Коннор узнаёт Джейкоба Келла. Оказалось, что Келл тоже бессмертен и после убийства своего отца он начал мстить Коннору, убивая всех близких ему людей, по странному стечению обстоятельств Коннор не мог этого предвидеть, т.к не знал,что Джейкоб Келл вообще жив и существует, он только чувствовал по близости бессмертного,когда кто то из его родных и близких погибал, но не мог понять кто это. Тем временем Келл, отправил на тот свет всех возлюбленных Коннора - Бренду Уайт, Алекс Джонсон, приёмного сына Джона,при всём этом всё выглядело как несчастный случай. Кроме того, Келл все эти столетия уничтожал других бессмертных, забирая их силу, и теперь он является сильнейшим из оставшихся бессмертных, хотя по настоящее время сильнейшими являлись Коннор и Дункан . В поединке Келл побеждает Коннора, но оставляет его в живых, заявив, что будет мстить ему до конца его дней, намекая на то, что после того как избавится от Дункана, придёт и за ним. 
Вскоре после этого Дункан приходит в модельную студию, где работает Фэйт и пытается извиниться перед ней за свой поступок, но безрезультатно. Тем не менее в тот же вечер Фэйт приходит к Дункану домой, и они проводят вместе ночь. На вопрос Дункана о причине её прихода Фэйт отвечает, что хотела понять, вернутся ли к ней чувства к нему. В своём логове Келл устраивает роскошный обед для своих приспешников, а после обезглавливает их всех и забирает их силы. Последней он убивает Фэйт. Тем временем Дункан встречается на крыше с Коннором. Тот говорит, что они смогут победить Келла, лишь объединив свои силы, а значит один из них должен убить другого. Коннор и Дункан вступают в поединок, в котором Дункан вынужден убить брата. После этого Дункан и Келл сходятся в финальной схватке, в которой Дункан с трудом побеждает.
В финале Дункан хоронит Коннора в Шотландии рядом с его женой Хитер.

## Альтернативная версия
Специальный DVD-релиз в США содержит продюсерскую версию длительностью 101 мин. с улучшенными визуальными эффектами, звуковым сведением и цветокоррекцией, а также включает дополнительные сцены, делающие историю более понятной для зрителей, не знакомых со вселенной Горца. В этой версии героиня Лизы Барбуши Кейт остается жива, кроме того, удален момент, в котором Митос называет Убежище Священной землей, что вызвало критику поклонников.
Производители фильма не согласились с Dimension Films насчет длины и структуры фильма. Они были неудовлетворены сокращениями и после выпуска фильма на DVD переиздали его, добавив двенадцать минут, которые включали дополнительные эпизоды:
- Другое начало, в котором показаны Коннор и Дункан, идущие по улице Нью-Йорка. Дункан покупает хот-дог, после чего Коннор сообщает ему, что у него есть некое важное дело и уходит, оставив заинтригованного Дункана одного.
- Кадр с фотографией Рэйчел и Коннора в нью-йоркском жилище Коннора вырезан. Вместо этого демонстрируется, как Рэйчел входит в антикварный магазин Маклауда, поднимается на чердак и видит включённый телевизор, на экране которого воспроизводятся старые видеозаписи с Коннором и Рэйчел. Звонит телефон и когда она отвечает на звонок, магазин взрывается.
- Дункан идёт на встречу с Митосом мимо уличного телефона-автомата. В этот момент раздается звонок и Дункан, снявший трубку, слышит женский голос (как позже выясняется, это была Кейт), который говорит ему: «Как бы ты ни беспокоился за Коннора Маклауда, ожидай худшего». На вопрос Дункана «кто это?» женщина называет себя другом и вешает трубку. Дункан идет дальше; наблюдатель по имени Мэтью шпионит за Маклаудом, сидя за столиком у кафе. Мэтью сообщает через мобильный телефон о его передвижении.
- Во время сцены, где Дункан на разрушенном чердаке Коннора подвергается нападению отряда Джейкоба Келла, Уинстон говорит «Пришло время показать нашему бессмертному брату вещь или две». «Крекер» Боб, покачивая палицей, произносит «Кто-то заказывал отбивные?». Дункан дразнит его, на что Боб жалуется Кейт.
- Ретроспективный кадр свадьбы Кейт и Дункана переснят. Дункан сидит за столом с Кейт, и один из их друзей напивается и валится на пол, а затем убеждает молодоженов поцеловаться. Они целуются, после чего Дункан, Кейт и их свадебный гость танцуют. Только после этого в двери входит Коннор.
- После того, как Дункан и Кейт встречаются в студии (сцена демонстрации мод), Кейт идёт в храм Келла, по совместительству её квартиру. Внутри её ждёт Келл. Из диалога между ними становится ясно, что у них есть сексуальные отношения, и Келл подозревает, что Кейт может перейти на сторону Дункана. В следующей сцене Кейт идёт по улицам Нью-Йорка и входит в гостиничный номер Маклауда, где между ними происходит близость.
- Сцена борьбы между Дунканом и Келлом продлена.
- Сцена, где Дункан перевязывает рану ноги и снимает своё пальто. Наблюдатель Мэтью целится в него из винтовки с оптическим прицелом. Кто-то подходит сзади и произносит «Только наблюдай». Мэтью поворачивается и направляет винтовку на гостя, который расстреливает его из револьвера. Выясняется, что это Джо Доусон. Джо добивает Мэтью.

Также незадолго до релиза через VHS распространялась рабочая версия фильма (workprint cut) длительностью 01:37, украденная пиратами. Она отличалась недоработанными спецэффектами и наличием дополнительных сцен, а уже имеющиеся шли в другом порядке и были длиннее. Позже в качестве бонуса на blu-ray-издании вышла черновая версия (rough cut) продолжительностью 01:38, в целом повторяющая workprint. Однако и она содержала уникальные сцены, в которых Коннор дарит детскому приюту рождественскую елку, а Келл допрашивает смотрителя в Убежище. Она заканчивается тем, что Дункан, потерявший Кейт и брата, продолжает заботиться о приюте. 

## В ролях
| Актёр             | Роль                |
| ----------------- | ------------------- |
| Кристофер Ламберт | Коннор Маклауд      |
| Эдриан Пол        | Дункан Маклауд      |
| Брюс Пэйн         | Джейкоб Келл        |
| Лиза Барбуша      | Кейт Маклауд / Фэйт |
| Донни Йен         | Цзин Кэ             |
| Йен Пол Кэссиди   | «Крекер» Боб        |
| Дэймон Дэш        | Карлос              |
| Питер Уингфилд    | Митос               |
| Бети Эдни         | Хитер Маклауд       |
| Джим Бернс        | Джо Доусон          |
| Адам Коплэнд      | дорожный бандит     |
| Шила Гиш          | Рэйчел Элленштейн   |

## Дополнительные факты
- В первых трейлерах фильма содержатся кадры, которых нет ни в одной версии фильма – Дункан и Коннор прыгают через некий портал, Коннор разрубает Келла напополам, но обе половинки превращаются в двух самостоятельных противников, Келл движением руки останавливает брошенный в него меч и уничтожает душу Коннора, заточённую в прозрачный шар. В целом, этот сюжет предполагал гораздо больше фантастических элементов, чем в итоге попало в фильм.

## Критика
Фильм, как и два его предшественника, получил негативный приём критиков. На Rotten Tomatoes фильм имеет рейтинг одобрения 11% на основе отзывов 54 критиков со средней оценкой 3,30/10. Согласно консенсусу критиков сайта, «Четвертый и предположительно последний фильм «Горец» представляет собой запутанный беспорядок с плохой игрой и диалогами». На Metacritic фильм получил средневзвешенный балл 21 из 100 на основе 16 критиков, что указывает на «в целом неблагоприятные отзывы».